# Tôn Đức Thắng
Tôn Đức Thắng (Long Xuyen, 20 agosto 1888 – Hanoi, 30 marzo 1980) è stato un politico vietnamita.

## Biografia
Figlio di operai, organizzò con i marinai francesi la rivolta del Mar Nero nel 1919. Per la sua attività politica rivoluzionaria fu condannato dai francesi a 20 anni di esilio nell'isola di Pulo Condor, nel 1929.
Prese parte alle guerre di liberazione del proprio paese e ricoprì posti di direzione e di responsabilità. Nel 1960 fu eletto vicepresidente della Repubblica Democratica del Vietnam e, dopo la morte di Ho Chi Minh, nel 1969, ne fu eletto presidente.